# Pendulum
Pendulum – australijsko-brytyjski zespół tworzący muzykę drum & bassową i undergroundową.

## Historia
Zespół został założony w australijskim Perth w 2002 roku, a jego pierwszy singiel, "Vault", ukazał się w 2003 roku. Po wydaniu kilku kolejnych singli Pendulum wydał w 2005 roku swoją debiutancką płytę Hold Your Colour. Drugi album wydany w 2008 roku, In Silico, niósł za sobą dużą zmianę w stylu muzycznym Pendulum - zespół jak dotąd tworzył muzykę spod gatunku drum and bass, nowy album można było zaś sklasyfikować jako elektroniczny rock. Trzeci album studyjny pt. Immersion ukazał się 24 maja 2010. 
W 2012 roku grupa ogłosiła przerwę w koncertowaniu i wydawaniu nowych piosenek (hiatus), a członkowie Rob Swire i Gareth McGrillen skupili się na swoim projekcie Knife Party. W połowie 2014 Rob Swire zapowiedział nowy album Pendulum, który miał się ukazać pod koniec roku, a następnie przełożył jego wydanie na 2015. Latem 2017 roku wyruszyli w pierwszą od dawna trasę koncertową, grając na takich festiwalach jak South West Four czy Ultra Korea. W sierpniu 2017 roku na portalu społecznościowym Swire zapowiedział, że zamierza rozpocząć prace nad nowym albumem. 
Czwarty album grupy wydany został 29 czerwca 2018 roku. Nie zawierał on jednak nowego materiału, a jedynie remiksy piosenek zespołu wykonane m.in. przez Noisie, Skrillexa czy Moby.

### Pendulum Trinity
Na początku 2019 roku zespół ogłosił nowy projekt - Pendulum Trinity. Już w sierpniu tego samego roku pojawił się na on scenie podczas festiwalu South West Four. W skład koncertującej części zespołu weszli: Rob Swire, Gareth McGrillen oraz Paul Harding. Trasa koncertowa ma przebiegać przez cztery kontynenty.
W styczniu 2020 roku, po blisko dziesięciu latach przerwy od ostatniego nowego wydania, na Instagramie wokalisty zespołu ukazała się trzydziestosekundowa zapowiedź nowej piosenki "Nothing For Free". Jej oficjalna premiera odbyła się miesiąc później, podczas koncertu na żywo w Perth.
14 marca 2020 roku, podczas transmisji Rampage 2020 w studiu Pendulum, zespół zaprezentował kolejny nowy utwór pt. „Driver”. Utwór zwiastuje prawdopodobny powrót zespołu, można w nim usłyszeć słowa „We go back”.
17 września 2020 roku, Pendulum, po prawie dekadzie wydawniczej przerwy, wydali dwa single - "Nothing For Free" oraz "Driver". 18 września tego samego roku odbyła się premiera klipu do utworu "Nothing For Free".

## Kontrowersje
Po wydaniu albumu In Silico, grupa została szeroko skrytykowana przez użytkowników forum Dogs on Acid (na którym regularnie się udzielała) za "sprzedanie się" i opuszczenie undergroundu na rzecz mainstreamu oraz komercyjnego sukcesu. Po kolejnych falach krytyki, gdy w 2009 roku utwór Propane Nightmares osiągnął 9. miejsce w UK Singles Chart, Rob Swire po raz ostatni wypowiedział się na łamach forum i wraz z resztą muzyków przestał się na nim udzielać.

## Dyskografia

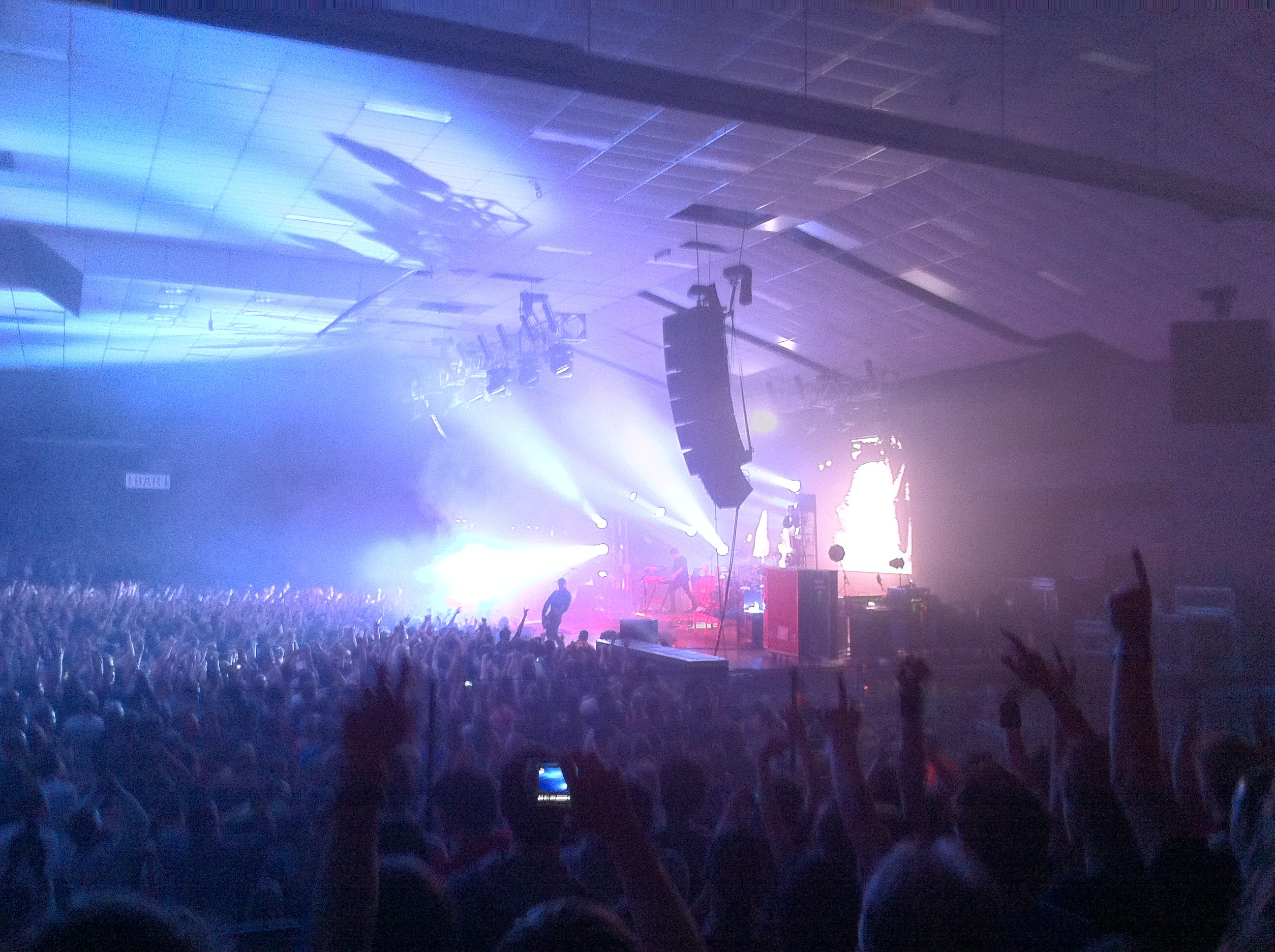
Live, Melbourne 2010

- Hold Your Colour (2005)
- In Silico (2008)
- Live at Brixton Academy (2009)
- Immersion (2010)
- The Reworks (2018)

## Członkowie zespołu
- Rob Swire – wokal, syntezator, gitara, DJ, produkcja (2002–obecnie)
- Gareth McGrillen – gitara basowa, wokal wspierający, DJ, MC, produkcja (2002–obecnie)
- Paul "El Hornet" Harding – DJ, produkcja (2002–obecnie)
- Peredur ap Gwynedd – gitara (2006–obecnie)
- Kevin Sawka – perkusja (2009–obecnie)

### Byli członkowie
- Paul Kodish – perkusja (2006–2009)
- Ben Mount – MC (2006–2018)